# Emma Stone
Emily Jean "Emma" Stone (Scottsdale, Arizona, 1988. november 6. –) kétszeres Oscar- és kétszeres Golden Globe-díjas amerikai színésznő. Eleinte különböző tévésorozatokban tűnt fel, mint a Médium. 2008-ban szerepet kapott A házinyuszi című vígjátékban, mely meghozta számára a sikert.

## Élete

### Fiatalkora
Stone az arizonai Scottsdale-ben született Krista és Jeff Stone gyermekeként. Édesanyja háztartásbeli, édesapja építési vállalkozó. Van egy két évvel fiatalabb öccse, Spencer. Már gyerekkorában tagja volt a Valley Youth Színtársulatnak Phoenixben. Először a The Wind in the Willows című darabban szerepelt 11 évesen. Tanulmányait a Sequoya Elementary Schoolban kezdte meg, majd átiratkozott a Cocopah Middle Schoolba. A középiskolásként a Xavier College Preparatoryban tanult, de az első év után magántanuló lett és úgy döntött, hogy Hollywoodba megy és a színészetre koncentrál. Szüleivel ezt a tervét egy powerpoint bemutatóval közölte. 2004 januárjában költözött Los Angelesbe édesanyjával.

### Karrier
Amikor Stone regisztrált a SAG-be (Screen Actors Guild), az „Emily Stone” nevet már felvették. Végül az "Emmát" választotta, a Spice Girls, Emma Bunton tiszteletére.  
Karrierjét a televízióban indította el, miután megnyerte a VH1 tehetségkutatóban Laurie Partridge szerepét a In Search of the New Partridge Family-ben. A műsor a The New Partridge Family címet kapta és csak egy adást élt meg. Ezt követően olyan tévésorozatokban tűnt fel, mint a Médium, a Már megint Malcolm vagy a Lucky Louie. 2007-ben a Drive sorozatban kapta meg Violet szerepét, de a sorozatot pár epizód után törölték. Elment a Hősök meghallgatására, ahol Claire Bennet szerepére jelentkezett, de végül Hayden Panettiere-t választották.
A vásznakon 2007-ben mutatkozott be. A Superbad tinivígjátékban Julesként a főszereplő szerelmét testesítette meg. 2008-ban A meztelen dobos-ban egy zenekar gitárosát alakította. Szintén ebben az évben került a mozikba A házinyuszi, ahol Anna Faris oldalán játszott. 2009-ben feltűnt Az excsajok szelleme című romantikus komédiában, majd főszerepet játszott a Zombieland horrorvígjátékban is.

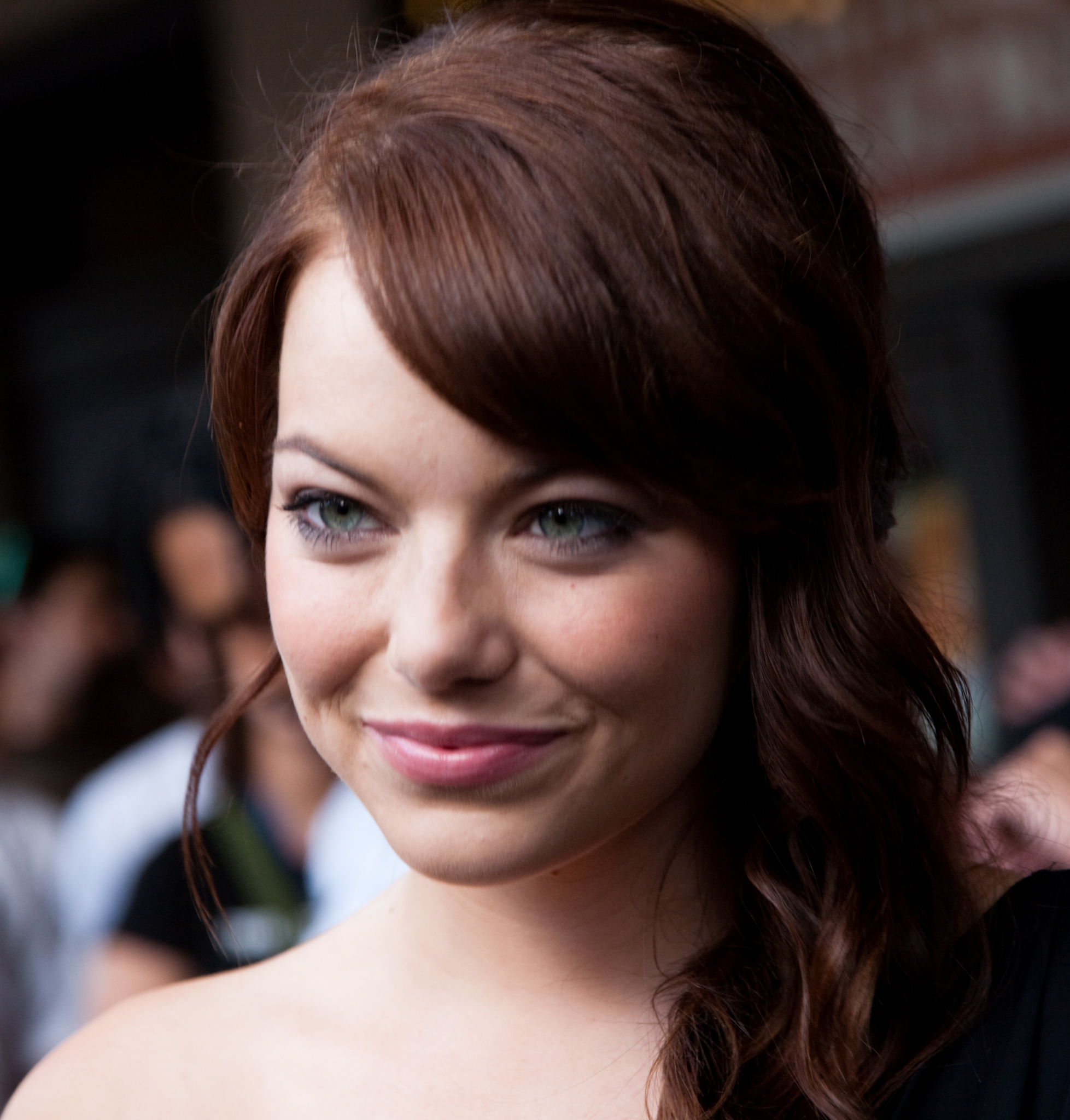
Emma Stone a Zombieland világpremierjén 2009-ben

2010-ben új feladatot próbált ki, amikor a Marmaduke című alkotásban egy kutya hangját kölcsönözte. Később a Könnyű nőcske főszerepében láthattuk. A filmben egy középiskolás lányt alakít, aki megbotránkoztatja a tanárait és diáktársait, mivel egy hamis szóbeszéd terjed róla. Alakításáért Golden Globe-díjra jelölték a Legjobb színésznő – vígjáték és musical kategóriában.
2011-ben a nyár folyamán három produkciója is bemutatásra került. A Barátság extrákkal címűben egy cameo szerep erejéig tűnt fel. Az Őrült, dilis, szerelem vígjátékban olyan hírességek oldalán játszott, mint Steve Carell, Julianne Moore, Ryan Gosling és Marisa Tomei. A segítség dráma Kathryn Stockett regénye alapján készült. Az 1960-as években játszódik a történet és Stone egy fiatal újságírónőt kelt életre.
2012-ben mutatták be A csodálatos Pókember-t, melyben Gwen Stacy szerepét ölti magára. 2013-ban a The Croods animációs filmben hallható a hangja. Majd még abban az évben a The Gangster Squad produkcióban egy nőt játszik, aki iránt két férfi is érdeklődik, Ryan Gosling rendőr- és Sean Penn gengszterkaraktere.
2016-ban mutatták be a Kaliforniai álom című filmet. Alakításáért Oscar, Golden Globe, SAG és BAFTA-díjat kapott.

### Magánélete
2007-ben vette meg az első lakását Los Angelesben, majd 2009-ben költözött New Yorkba és jelenleg is itt él. Már gyermekkorában érdekelte a webszerkesztés, a mai napig szívesen foglalkozik vele. 2008-ban ismerte meg a zeneszerző, énekes, és egyben színész párját, Teddy Geigert A meztelen dobos forgatásán. Majd szakítottak és 2010-ben Kieran Culkinnal kezdett randizni. Vele a Paper Man forgatásán ismerkedett meg, de ez a kapcsolat sem bizonyult hosszú életűnek és 2010 őszén szakítottak. 2011-ben A csodálatos Pókember forgatásán ismerkedett meg Andrew Garfielddal, akivel nem csak a filmben, hanem a való életben is egy párt alkottak 2015 őszéig. 2017 óta Dave McCary-vel alkotnak egy párt, aki a "Saturday Night Live" c. műsor segment director-a.

## Filmográfia

### Film
| Év   | Magyar cím                                         | Eredeti cím                        | Szerep                           | Magyar hang        | Rendező                          |
| ---- | -------------------------------------------------- | ---------------------------------- | -------------------------------- | ------------------ | -------------------------------- |
| 2007 | Superbad, avagy miért ciki a szex?                 | Superbad                           | Jules                            | Peller Mariann     | Greg Mottola                     |
| 2008 | A meztelen dobos                                   | The Rocker                         | Amelia                           | Molnár Ilona       | Peter Cattaneo                   |
| 2008 | A házinyuszi                                       | The House Bunny                    | Natalie                          | Nemes Takách Kata  | Fred Wolf                        |
| 2009 | Excsajok szelleme                                  | Ghosts of Girlfriends Past         | Allison Vandermeersh             | Balla Eszter       | Mark Waters                      |
| 2009 | Ryan Reynolds, a képzelt szuperhős                 | Paper Man                          | Abby                             | Trokán Nóra        | Kieran és Michele Mulroney       |
| 2009 | Zombieland                                         | Zombieland                         | Wichita / Krista                 | Vadász Bea         | Ruben Fleischer (1.)             |
| 2010 | Marmaduke – A kutyakomédia                         | Marmaduke                          | Mazie (hangja)                   | Pikali Gerda       | Tom Dey                          |
| 2010 | Könnyű nőcske                                      | Easy A                             | Olive Penderghast                | Csuha Borbála      | Will Gluck (1.)                  |
| 2011 | Barátság extrákkal                                 | Friends with Benefits              | Kayla                            | Csifó Dorina       | Will Gluck (2.)                  |
| 2011 | Őrült, dilis, szerelem                             | Crazy, Stupid, Love                | Hannah Weaver                    | Peller Anna        | Glenn Ficarra                    |
| 2011 | Őrült, dilis, szerelem                             | Crazy, Stupid, Love                | Hannah Weaver                    | Peller Anna        | John Requa                       |
| 2011 | A segítség                                         | The Help                           | Eugenia 'Skeeter' Phelan         | Peller Anna        | Tate Taylor                      |
| 2012 | A csodálatos Pókember                              | The Amazing Spider-Man             | Gwen Stacy                       | Parti Nóra         | Marc Webb (1.)                   |
| 2013 | Gengszterosztag                                    | Gangster Squad                     | Grace Faraday                    | Pikali Gerda       | Ruben Fleischer (2.)             |
| 2013 | Movie 43: Botrányfilm                              | Movie 43                           | Ellen Malloy (Veronica szegmens) | Nemes Takách Kata  | Griffin Dunne                    |
| 2013 | Croodék                                            | The Croods                         | Eep Crood (hangja)               | Bata Éva           | Kirk De Micco                    |
| 2013 | Croodék                                            | The Croods                         | Eep Crood (hangja)               | Bata Éva           | Chris Sanders                    |
| 2014 | A csodálatos Pókember 2.                           | The Amazing Spider-Man 2           | Gwen Stacy                       | Parti Nóra         | Marc Webb (2.)                   |
| 2014 | Káprázatos holdvilág                               | Magic in the Moonlight             | Sophie Baker                     | Czető Zsanett      | Woody Allen (1.)                 |
| 2014 | Birdman avagy (A mellőzés meglepő ereje)           | Birdman                            | Sam                              | Nemes Takách Kata  | Alejandro González Iñárritu      |
| 2015 | Aloha                                              | Aloha                              | Allison Ng                       | Bogdányi Titanilla | Cameron Crowe                    |
| 2015 | Abszurd alak                                       | Irrational Man                     | Jill Pollard                     | Nemes Takách Kata  | Woody Allen (2.)                 |
| 2016 | Popsztár: Soha ne állj le (a soha le nem állással) | Popstar: Never Stop Never Stopping | Claudia Cantrell (cameo)         | Nemes Takách Kata  | Akiva Schaffer                   |
| 2016 | Popsztár: Soha ne állj le (a soha le nem állással) | Popstar: Never Stop Never Stopping | Claudia Cantrell (cameo)         | Nemes Takách Kata  | Jorma Taccone                    |
| 2016 | Kaliforniai álom                                   | La La Land                         | Mia Dolan                        | Nemes Takách Kata  | Damien Chazelle                  |
| 2017 | A nemek harca                                      | Battle of the Sexes                | Billie Jean King                 | Nemes Takách Kata  | Jonathan Dayton és Valerie Faris |
| 2018 | A kedvenc                                          | The Favourite                      | Abigail Masham                   | Nemes Takách Kata  | Jórgosz Lánthimosz (1.)          |
| 2019 | Zombieland 2. – A második lövés                    | Zombieland: Double Tap             | Wichita / Krista                 | Vadász Bea         | Ruben Fleischer (3.)             |
| 2020 | Croodék: Egy új kor                                | The Croods: A New Age              | Eep Crood (hangja)               | Bata Éva           | Joel Crawford                    |
| 2021 | Szörnyella                                         | Cruella                            | Szörnyella de Frász              | Törőcsik Franciska | Craig Gillespie                  |
| 2022 | Mekegés                                            | Βληχή (Vlihi)                      | asszony                          |                    | Jórgosz Lánthimosz (2.)          |
| 2023 | Szegény párák                                      | Poor things                        | Bella Baxter                     | Pájer Alma Virág   | Jórgosz Lánthimosz (3.)          |
| 2024 | A kegyelem fajtái                                  | Kinds of Kindness                  | Rita / Liz / Emily               |                    | Jórgosz Lánthimosz (4.)          |
| 2025 |                                                    | Eddington                          | Louise Cross                     |                    | Ari Aster                        |

### Televízió
| Év        | Magyar cím          | Eredeti cím                                  | Szerep                          | Megjegyzések                               |
| --------- | ------------------- | -------------------------------------------- | ------------------------------- | ------------------------------------------ |
| 2004      |                     | The New Partridge Family                     | Laurie Partridge                | próbaepizód                                |
| 2005      | A médium            | Medium                                       | Cynthia McCallister             | 1 epizód (Riley Stone néven)               |
| 2005      | Már megint Malcolm  | Malcolm in the Middle                        | Diane                           | 1 epizód                                   |
| 2006      | Zack és Cody élete  | The Suite Life of Zack & Cody                | Ivana Tipton (hangja)           | 1 epizód (Emily Stone néven)               |
| 2006      | Lucky Louie         | Lucky Louie                                  | Shannon                         | 1 epizód                                   |
| 2007      |                     | Drive                                        | Violet Trimble                  | főszereplő (7 epizód)                      |
| 2010–2019 | Saturday Night Live | Saturday Night Live                          | önmaga (házigazda) / Gwen Stacy | 7 epizód                                   |
| 2011      | Robotcsirke         | Robot Chicken                                | több szereplő hangja            | 2 epizód                                   |
| 2012      | A stúdió            | 30 Rock                                      | önmaga                          | 1 epizód                                   |
| 2012      | iCarly              | iCarly                                       | Heather                         | 11 epizód                                  |
| 2015      |                     | Saturday Night Live 40th Anniversary Special | Roseanne Roseannadanna          | különkiadás                                |
| 2016      |                     | Maya & Marty                                 | önmaga                          | 1 epizód                                   |
| 2018      | A mániákus          | Maniac                                       | Annie Landsberg                 | - főszereplő (10 epizód) - vezető producer |
| 2021      |                     | Saturday Morning All Star Hits!              | Heather                         | 5 epizód                                   |
| 2023      |                     | The Curse                                    | Whitney Siegel                  | - főszereplő (10 epizód) - vezető producer |
| 2024      |                     | Fantasmas                                    | Genevieve                       | 1 epizód                                   |